# Werner Ratering
Werner Ratering (* 13. Juli 1954 in Bentheim; † 12. November 2017) war ein deutscher Künstler mit dem Schwerpunkt Steinbildhauerei und Grafik. 
Nach einer Ausbildung als Schriftsetzer studierte er an der Fachhochschule Münster, Fachbereich Design, und an der Kunstakademie Münster. Ab den 1970er Jahren arbeitete er als Bildhauer und freischaffender Künstler. Ratering lebte in der Gemeinschaft Schloss Tempelhof bei Kreßberg. Zuvor hat er über 20 Jahre auf dem Wasserschloss Haus Stapel im westfälischen Havixbeck bei Münster gelebt und gearbeitet.
Zu seinen Werken im öffentlichen Raum zählen Brunnenskulpturen in Langenhagen (1990) (Kunst am Bau der Robert-Koch-Schule), Höingen (1994) und Emsdetten (1996), Skulpturen im Rahmen von „Kunst am Bau“ im Finanzbauamt Rheine (1982) und im Rathaus von Garbsen (1998). 1988 errichtete er die Skulptur „zurück-gerichtet“ in Schüttorf.

## Werkdokumentationen

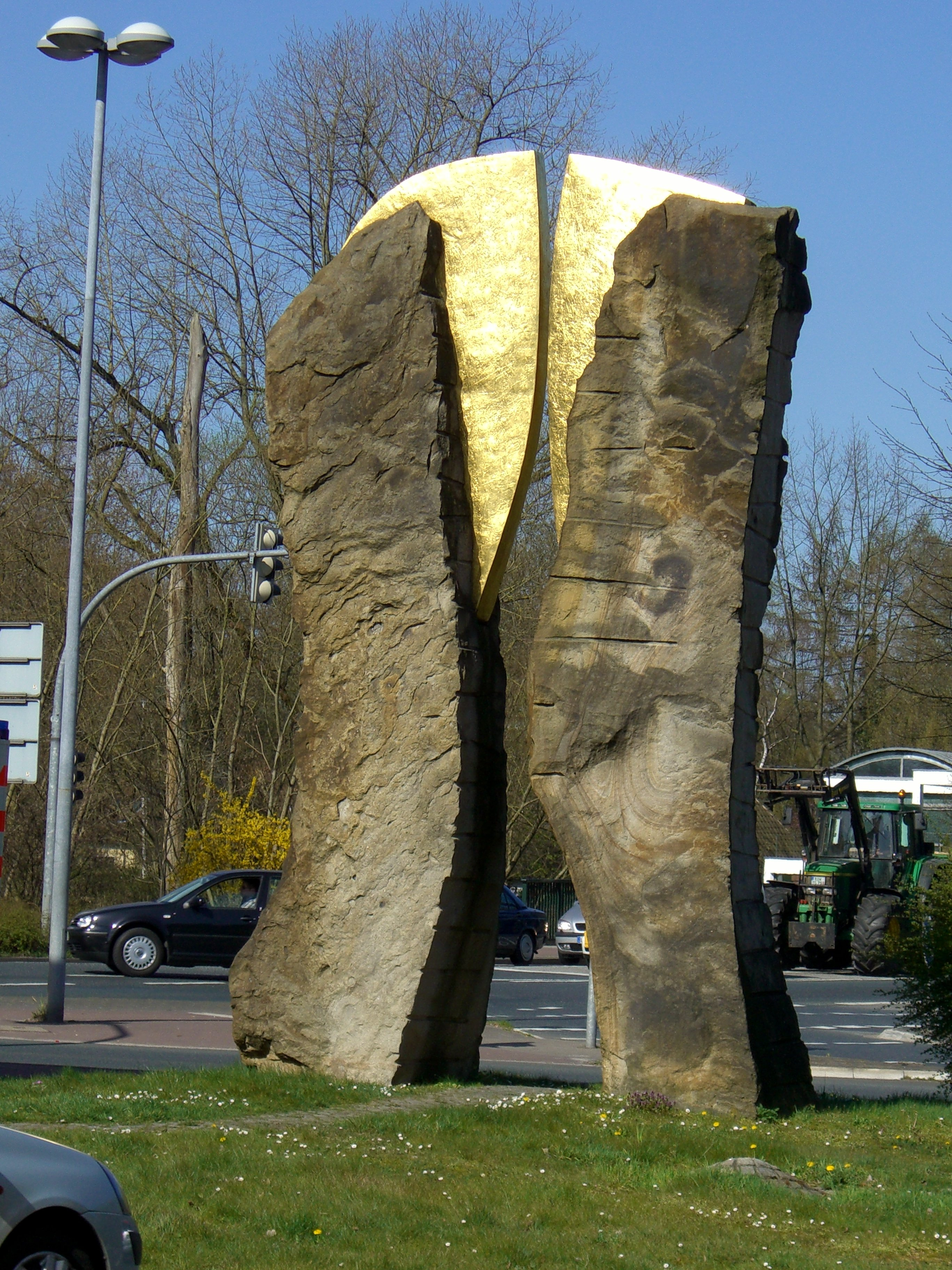
Tor zur Stadt von Werner Ratering in Rotenburg (Wümme)

- „Monument für O“: Hommage an Hugo Kückelhaus, Werl: Sparkasse (Schriftenreihe der Sparkassenstiftung 10), 1987
- Bitte freimachen: Kunst im City-Bereich Hamm (mit Andreas Billinger und Henning Eichinger), Hamm: Kulturamt, 1987
- Light Work Station, Ausstellung vom 21. März bis 29. April 1993, Kunsthalle Dominikanerkirche Osnabrück, 1993
- Dorfbrunnen in Höingen: Farbskulptur im Kurgarten der Stadt Werl, Werl (Schriftenreihe der Sparkassenstiftung 14), 1994

## Einzelausstellungen (Auswahl)
- Kunstpavillon Kulturamt Soest, 1984
- Light Work Station, Kunsthalle Dominikanerkirche, Osnabrück, 1993
- Villa Weiner, Kunstverein Ochtrup, 1993
- Kunstverein Langenhagen, 1995
- Kunstverein Rotenburg/Wümme, 2003